# Geboortemunt
De Geboortemunt is een herdenkingmunt die is uitgebracht ter gelegenheid van de geboorte van Prinses Catharina-Amalia op 7 december 2003 als toekomstige troonopvolgster. Er zijn verzamelaarsmunten van 10 euro, 20 euro en 50 euro. De munten werden uitgebracht door de Koninklijke Nederlandse Munt namens het ministerie van Financiën en zijn wettig betaalmiddel. De Geboortemunt werd in een oplage van één miljoen stuks geslagen.
|  |  |  |

## Ontwerp en ontwerpers
Door een unieke productietechniek heeft de Geboortemunt vele gezichten. Op de voorzijde staat het portret van koningin Beatrix. De waardezijde toont niet alleen de beeltenis van prinses Catharina-Amalia, maar geeft bij een lichte kanteling tevens de portretten van haar vader en moeder prijs. Deze munttechniek is in Nederland uitgevonden, en Nederland is ook het eerste land in de wereld dat deze speciale techniek heeft toegepast.

In opdracht van het ministerie van Financiën is de vormgeving van de Geboortemunt verzorgd door het Amsterdamse kunstenaarsduo Driessens & Verstappen. Zij ontwierpen een munt met een achterliggende inhoudelijke gedachte. Verstappen liet weten: "We wilden naast het onderwerp troonopvolgster ook het persoonlijke aspect van een geboorte naar voren laten komen. Niet alleen het prinsesje laten zien dus, maar ook het gezin dat door haar komst ontstond. Vandaar dat we een afbeelding bedacht hebben die frontaal bekeken het kind laat zien, maar tevens vanaf de ene zijkant de moeder, en vanaf de andere zijkant de vader in beeld brengt. Als bijzonder detail is de hele afbeelding opgebouwd uit 46 verticale lijnen die symbool staan voor hetzelfde aantal chromosomen dat het genetisch materiaal van een mens nu eenmaal bevat. Moeder, vader en kind vormen daarmee op de munt met hun individuele beeltenissen tegelijkertijd een hechte eenheid".

## De verzamelmunten

### 10 euro
- Metaal: zilver 925/1000
- Gewicht: 17,8 gram
- Diameter: 33 millimeter
- Kwaliteit: Proof
- Nominale waarde: € 10,-
- Ontwerp: Driessens & Verstappen
- Oplage: 50.000
- Randschrift: God zij met ons

### 20 euro
- Metaal: goud 900/1000
- Gewicht: 8,5 gram
- Diameter: 25 millimeter
- Kwaliteit: Proof
- Nominale waarde: € 20,-
- Ontwerp: Driessens & Verstappen
- Oplage: 5345
- Rand: Kartel

### 50 euro
- Metaal: goud 900/1000
- Gewicht: 13,44 gram
- Diameter: 27 millimeter
- Kwaliteit: Proof
- Nominale waarde: € 50,-
- Ontwerp: Driessens & Verstappen
- Oplage: 3500
- Rand: Kartel

Gulden herdenkingsmunten:

Dubbelkop 1980 · Unie van Utrecht · Voetbalvijfje

Nederlandse euro-herdenkingsmunten:

herdenkingsmunten van € 2: Erasmusmunt · Dubbelkop Beatrix-Willem-Alexander · 200 jaar koninkrijk

meerwaardeherdenkingsmunten:

Zilveren vijfjes: Vincent van Gogh Vijfje · Europamunt · Koninkrijksmunt · Vredes Vijfje · Belasting Vijfje · Australië Vijfje · Rembrandt Vijfje · Michiel de Ruyter Vijfje · Architectuur Vijfje · Manhattan Vijfje · Japan Vijfje · Max Havelaar Vijfje · Waterland Vijfje · Schilderkunst Vijfje · Muntgebouw Vijfje · WNF Vijfje · Tulpen Vijfje · Beeldhouwkunst Vijfje · Grachtengordel Vijfje · Vrede van Utrecht Vijfje · Rietveld Vijfje · Vredespaleis Vijfje · De Nederlandsche Bank Vijfje · Van Nelle Vijfje · Waterloo Vijfje · Wadden Vijfje · Jheronimus Bosch Vijfje · Stelling van Amsterdam Vijfje · Johan Cruijff Vijfje · Fanny Blankers-Koen Vijfje · Schokland Vijfje · Wageningen Universiteit Vijfje · Luchtvaart Vijfje · Beemster Vijfje · Market Garden Vijfje · Jaap Eden Vijfje

Zilveren tientjes: Huwelijksmunt · Geboortemunt · Jubileummunt · Koningstientje · Verjaardagstientje
Caribisch Nederland: BES-dollar (2011, 2013)